# Груздь настоящий
Груздь настоящий  (лат. Lactárius résimus) —  гриб рода Млечник (Lactarius) семейства Сыроежковые (Russulaceae). 

## Названия
- Русские: белый груздь, сырой груздь (Поволжье, Урал, Дальний Восток), мокрый груздь (Западная Сибирь, Казахстан)[1][2], правский груздь (Сибирь)
- Научные синонимы:
  - Agaricus resimus Fr., 1821basionym
  - Galorrheus resimus (Fr.) P.Kumm., 1871
  - Lactifluus resimus (Fr.) Kuntze, 1891

В русской микологической литературе с начала XIX века «настоящим груздём» считался вид, называемый теперь груздём перечным (Lactarius piperatus). Только в 1942 году Б. П. Васильков показал, что народное понятие «настоящий груздь» на самом деле относится к виду Lactarius resimus.

## Описание

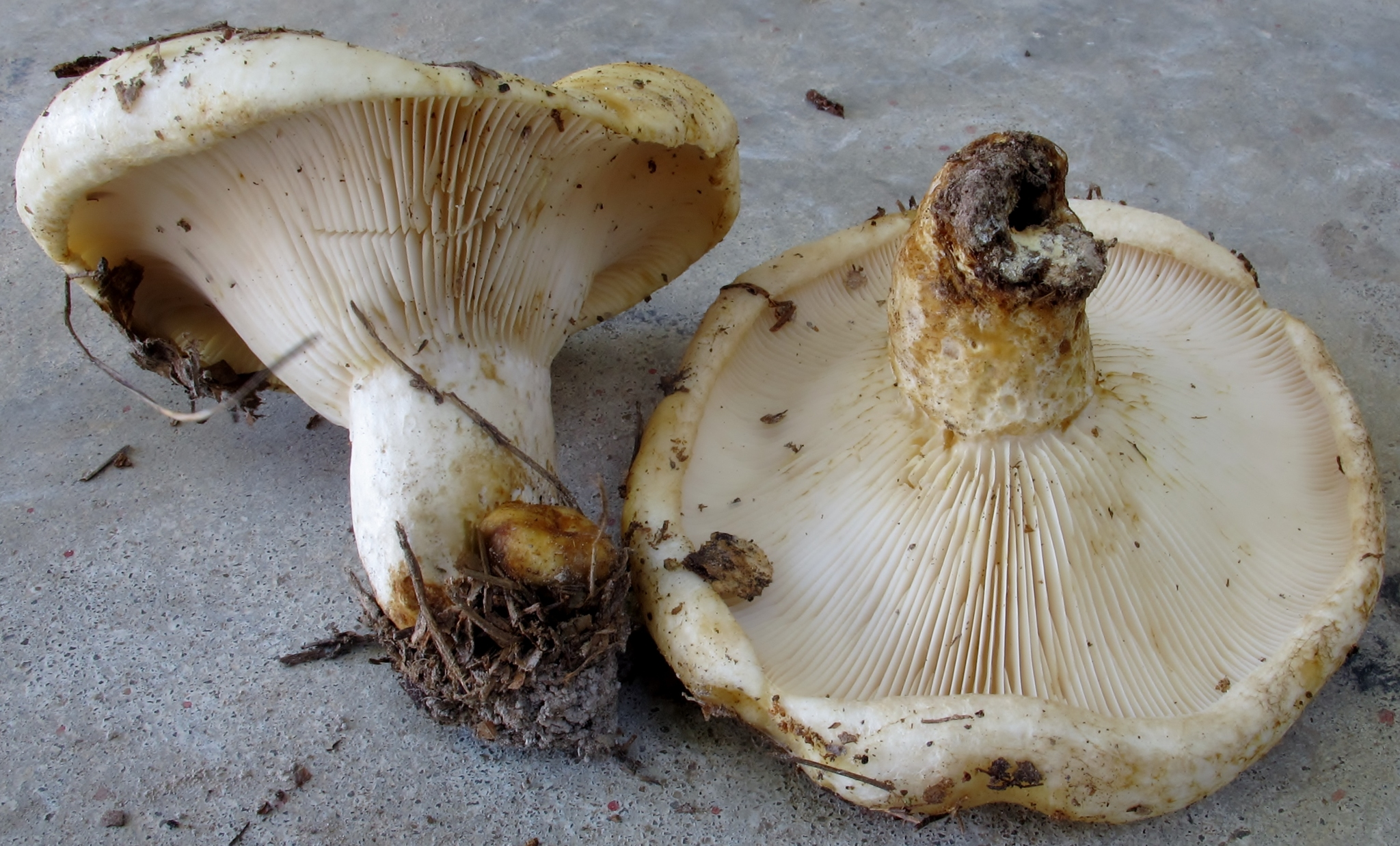

Шляпка ∅ 5—20 см, сначала плоско-выпуклая, затем воронковидная с завёрнутым внутрь опушённым краем, плотная. Кожица слизистая, мокрая, молочно-белого или слегка желтоватого цвета с неясными водянистыми концентрическими зонами, часто — с прилипшими частичками почвы и опада.
Ножка 3—7 см в высоту, ∅ 2—5 см, цилиндрическая, гладкая, белого или желтоватого цвета, иногда с жёлтыми пятнами или ямками, полая.
Мякоть плотная, крепкая, белая, с очень характерным запахом, напоминающим запах фруктов. Млечный сок белый, на вкус едкий, на воздухе становится серно-жёлтым.
Пластинки нисходящие по ножке, белые или кремовые, с желтоватым краем, широкие, редкие. 
Споровый порошок желтоватого цвета. Споры широкоэллипсоидные, почти шаровидные, шиповатые. 

### Изменчивость
У старых грибов ножка становится полой, пластинки желтеют. Цвет пластинок может варьироваться от желтоватого до кремового. На шляпке могут быть бурые пятна.

## Экология и распространение
Образует микоризу с берёзой. Встречается в лиственных и смешанных лесах (берёзовых, сосново-берёзовых, с липовым подлеском). Распространён в северных областях России, в Белоруссии, в Верхнем и Среднем Поволжье, на Урале, в Западной Сибири. Встречается нечасто, но обильно, растёт обычно большими группами. Оптимальная среднесуточная температура плодоношения +8…+10 °C на поверхности почвы.

Сезон: июль — сентябрь, в южных частях ареала (Белоруссия, Среднее Поволжье): август — сентябрь.

## Сходные виды
- Груздь жёлтый (Lactarius scrobiculatus)
- Скрипица (Lactarius vellereus) имеет войлочную шляпку с неопушёнными краями, встречается чаще всего под буками
- Груздь перечный (Lactarius piperatus) отличается гладкой или слегка бархатистой шляпкой, млечный сок на воздухе становится оливково-зелёным
- Груздь осиновый (Lactarius controversus) растёт в сырых осиновых и тополёвых лесах
- Волнушка белая (Lactarius pubescens) меньших размеров, шляпка менее слизистая и более пушистая
- Подгруздок белый (Russula delica) легко отличается по отсутствию млечного сока

Все эти грибы условно съедобны.

## Пищевые качества

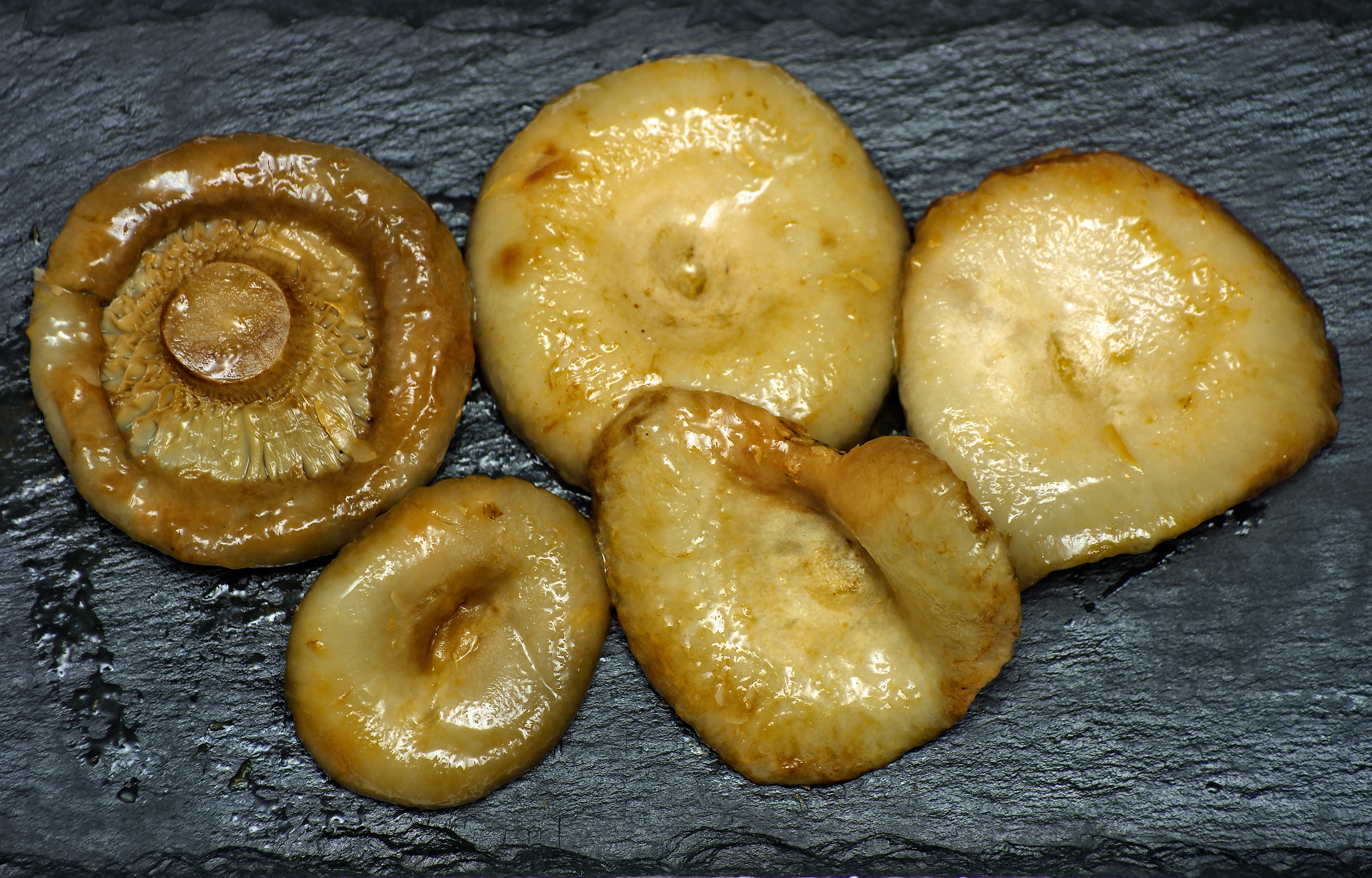
Груздь соленый

В России считается съедобным грибом первой категории пищевой ценности. После удаления горечи идёт на засолку, солёные грибы приобретают голубоватый оттенок, мясистые, сочные, обладают особым ароматом. В сухом веществе гриба содержится 32 % белка. По сибирскому способу грузди солят вместе с другими грибами (рыжиками, волнушками). Грибы вымачивают одни сутки, периодически меняя воду, затем промывают и заливают водой ещё на день. Засаливают в бочках со специями.
В старину груздь настоящий считался единственным грибом, годным в засол, его называли «царём грибов». Только в Каргопольском уезде ежегодно собирали до 150 тысяч пудов рыжиков и груздей и солёными вывозили в Петербург.
Известен перечень блюд на званом обеде 17 марта 1699 года у патриарха Адриана: «… три пирога долгие с грибами, два пирожка с груздями, грибы холодные под хреном, грузди холодные с маслом, грузди гретые с соком да маслом…»
Как видно, во время поста главным украшением стола были всевозможные блюда из груздей.